# غسالخانه نقوسان
غسالخانه نقوسان مربوط به دوره قاجار است و در شهرستان تفرش، بخش مرکزی، دهستان بازرجان، روستای نقوسان، محله پایین ده واقع شده و این اثر در تاریخ ۱۸ اسفند ۱۳۸۷ با شمارهٔ ثبت ۲۵۰۴۵ به‌عنوان یکی از آثار ملی ایران به ثبت رسیده است.